# تصمیمات بد
«تصمیمات بد» (انگلیسی: Bad Decisions) ترانه‌ای از تهیه‌کننده موسیقی آمریکایی بنی بلانکو و گروه پسرانهٔ کره‌ای بی‌تی‌اس و رپر آمریکایی اسنوپ داگ است. این ترانه از طریق اینترسکوپ رکوردز، فرندز کیپ سکرت، و جوی تایم کالکتیو به عنوان یک تک‌آهنگ در ۵ اوت ۲۰۲۲ منتشر شد. این ترانه به عنوان «یک آهنگ موسیقی رقص سرخوش» توصیف شده‌است.

## جدول‌ها

### جدول‌های هفتگی
| جدول (۲۰۲۲)                                    | بالاترین موقعیت |
| ---------------------------------------------- | --------------- |
| استرالیا (ای‌آرآی‌ای)                            | ۳۱              |
| کانادا (۱۰۰ تک‌آهنگ داغ کانادا)                 | ۳۱              |
| سی‌اچ‌آر/تاپ ۴۰ کانادا (بیلبورد)                 | ۳۶              |
| ایرپلی فنلاند (فهرست پخش رادیویی)              | ۳۸              |
| فرانسه (اس‌ان‌ئی‌پی)                              | ۱۷۷             |
| آلمان (جدول‌های رسمی آلمان)                     | ۸۹              |
| ۲۰۰ آهنگ جهانی (بیلبورد)                       | ۶               |
| مجارستان (۴۰ تک‌آهنگ برتر)                      | ۱۰              |
| هند (آی‌ام‌آی)                                   | ۴               |
| اندونزی (بیلبورد)                              | ۱۴              |
| ایرلند (ایرما)                                 | ۶۳              |
| ژاپن (۱۰۰ آهنگ داغ ژاپن)                       | ۳۳              |
| تک‌آهنگ‌های دیجیتال ژاپن (اوریکون)               | ۵               |
| لیتوانی (ای‌جی‌ای‌تی‌ای)                           | ۳۴              |
| مالزی اینترنشنال (آرآی‌ام)                      | ۶               |
| تک‌آهنگ‌های داغ نیوزلند (آرام‌ان‌زی)               | ۳               |
| فیلیپین (بیلبورد)                              | ۸               |
| پرتغال (ای‌اف‌پی)                                | ۹۱              |
| سنگاپور (آرآی‌ای‌اس)                             | ۶               |
| آفریقای جنوبی (آرآی‌اس‌ای)                       | ۸۷              |
| کره جنوبی (گائون)                              | ۸۲              |
| سوئد هیت‌سیکر (Sverigetopplistan)               | ۶               |
| سوئیس (شوایزر هیت‌پاراد)                        | ۷۶              |
| تک‌آهنگ‌های بریتانیا (اوسی‌سی)                    | ۵۳              |
| بیلبورد هات ۱۰۰ ایالات متحده                   | ۱۰              |
| ۴۰ آهنگ برتر جریان اصلی ایالات متحده (بیلبورد) | ۲۶              |
| ویتنام (ویتنام هات ۱۰۰)                        | ۴               |

### جدول‌های ماهانه
| جدول (۲۰۲۲)       | بالاترین موقعیت |
| ----------------- | --------------- |
| کره جنوبی (گائون) | ۸۶              |